# 迪耶普灣鎮
迪耶普灣鎮（Dieppe Bay Town）是加勒比海島國聖基茨和尼維斯聖基茨島聖約翰卡皮斯特萊區的一個城鎮，与薩德勒同時作為該區的首府，位於該島西北部海岸，始建於1538年，2012年人口592人。